# Kultik Szentes

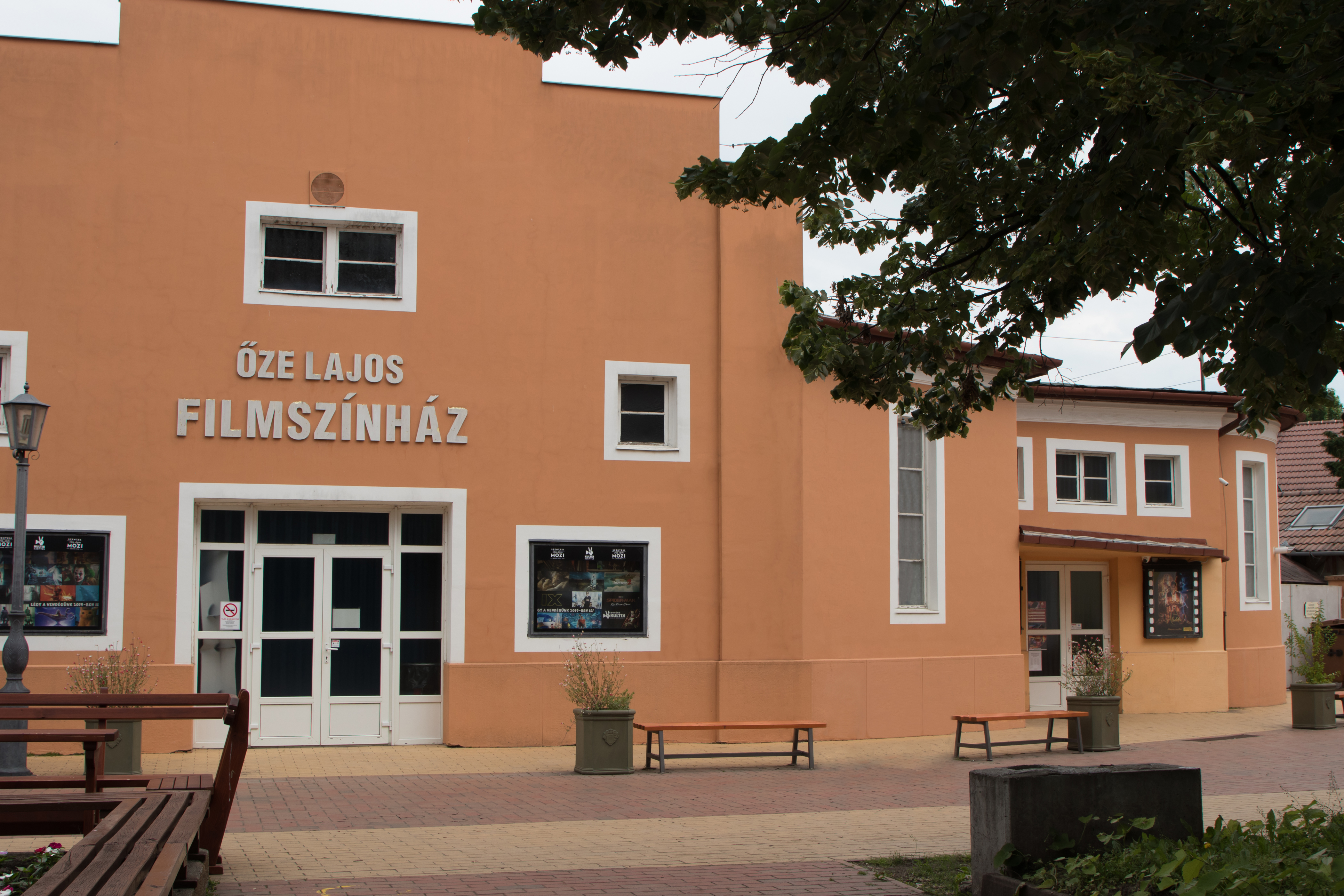
A Kultik Szentes Mozi épülete 2019 májusában

A szentesi Őze Lajos Mozi a Kultik mozihálózat egyik tagja. 1912 óta folyamatosan üzemel.

## A szentesi mozi története
Szentesen az első mozgóképvetítéseket a Haris-féle ház egyik üres bolti helyiségében, 1897. január 16-án tartották. Az 1-2 napig vagy egy hétig tartó eseményeken elsősorban rövidfilmeket láthattak a nézők. 
| Évszám           | Esemény |
| ---------------- | --- |
| 1908. április    | Folyamatos vetítések Szentesen a Központi Szállodában. Később Apolló néven működött a mozi.                                                                                    |
| 1912. szeptember | A Szentesi Tudományos Mozgó-Színház (Uránia Mozi) megnyitotta kapuit. |
| 1939. június 17. | Megnyílt a Glória Filmszínház. |
| 1945. február    | Új nevet kaptak a mozik. A Tudományos Mozgószínház a Szabadság, a Glória pedig a Barátság nevet vette fel. Utóbbi hamarosan a József Attila Filmszínház néven működött tovább. |
| 1980. október 2. | Filmtéka néven vetítések indultak a szentesi Művelődési és Ifjúsági Házban. |
| 1993.            | A Szabadság mozi új nevet kapott. A város színművészének, Őze Lajosnak a nevét vette fel.                                                                                      |

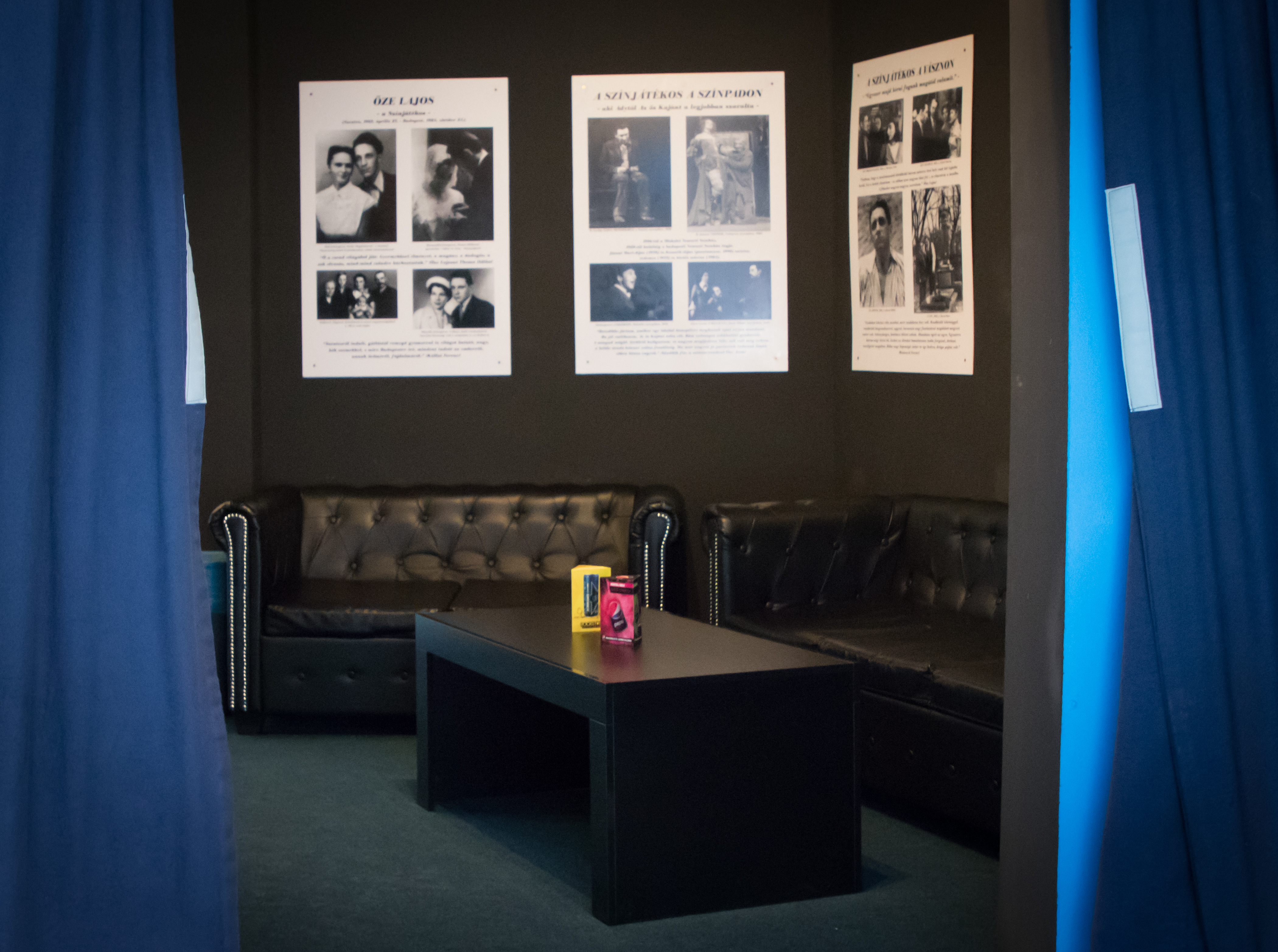
Őze Lajos emlékére készített minikiállítás a moziban

2012-ben százéves lett a mozi, ez alkalomból szeptember 6. és 10. között ünnepi filmhetet tartottak.

## Kultik Mozi
2013 óta a mozit a hódmezővásárhelyi Mozaik Mozi Kft. üzemelteti, de a megnyitóra csak 2014. május 5-én került sor.
2016-ban az országban újonnan alakuló magyar mozihálózat, a Kultik tagja lett. 
Egészen 2018-ig Őze Lajos Filmszínház néven ismerhette a szentesi közönség. Ekkor új teremmel, a 71 fős kamarateremmel bővült a mozi, így már az Őze Lajos teremmel (146 fős) összesen kéttermes mozija lett a városnak.